# اوندرا فمبرز
اوندرا فمبرز (انگلیسی: Aundrea Fimbres؛ زادهٔ ۲۹ ژوئن ۱۹۸۳) یک موسیقی‌دان اهل ایالات متحده آمریکا است. وی از سال ۲۰۰۵ میلادی تاکنون مشغول فعالیت بوده است.